# Nafo
Ne doit pas être confondu avec NAFO.
Nafo est une localité du département du Bourzanga, dans la province de Bam, dans le Centre-Nord, au Burkina Faso. 

## Climat
Nafo est doté d'un climat de steppe sec et chaud, de type BSh selon la classification de Köppen, avec des moyennes annuelles de 28,3 °C pour la température et de 534 mm pour les précipitations.

## Population
Lors du recensement de 2006, on y a dénombré 1 754 habitants. 